# Quận Fulton, Georgia
Quận Fulton là một quận trong tiểu bang Georgia, Hoa Kỳ. Quận lỵ đóng ở thành phố Atlanta 6. Theo điều tra dân số năm 2000 của Cục điều tra dân số Hoa Kỳ, quận có dân số người 2. Năm 2007, ước tính dân số quận này là 1.033.756 người. Đây là quận đầu tiên ở tiểu bang Georgia có dân số vượt 1 triệu người.

## Thông tin nhân khẩu
Theo điều tra dân số 2 năm 2000, quận đã có 816.006 người, 321.242 hộ gia đình, và 185.677 gia đình sống trong quận hạt. Mật độ dân số là 1.544 người trên một dặm vuông (596/km ²). Có 348.632 đơn vị nhà ở mật độ trung bình của 660 trên một dặm vuông (255/km ²). Cơ cấu điểm chủng tộc của dân cư quận gồm có 48,1% người da trắng, 44,6% da đen hay Mỹ gốc Phi, 0,2% người Mỹ bản xứ, 3.0% châu Á, Thái Bình Dương 0,04%, 2,60% từ các chủng tộc khác, và 1,5% từ hai hoặc nhiều chủng tộc. 5,9% dân số là người Hispanic hay Latino thuộc một chủng tộc nào.
Có 321.242 hộ, trong đó 28,70% có trẻ em dưới 18 tuổi sống chung với họ, 37,30% là đôi vợ chồng sống với nhau, 16,50% có nữ hộ và không có chồng, và 42,20% là không lập gia đình. 32,20% hộ gia đình đã được tạo ra từ các cá nhân và 6,70% có người sống một mình 65 tuổi hoặc lớn tuổi hơn là người. Cỡ hộ trung bình là 2,44 và cỡ gia đình trung bình là 3,15.
Sự phân bố tuổi là 24,40% dưới độ tuổi 18,% 11,00 18-24, 35,50% 25-44, 20,70% từ 45 đến 64, và 8,50% từ 65 tuổi trở lên người. Độ tuổi trung bình là 33 năm. Đối với mỗi 100 nữ có 97,00 nam giới. Đối với mỗi 100 nữ 18 tuổi trở lên, đã có 95,00 nam giới.
Thu nhập trung bình cho một hộ gia đình trong quận đã được $ 49.321, và thu nhập trung bình cho một gia đình là $ 58.143. Phái nam có thu nhập trung bình $ 43.495 so với 32.122 USD của phái nữ. Thu nhập bình quân đầu người là 30.003 USD. Có 12,40% gia đình và 15,70% dân số sống dưới mức nghèo khổ, bao gồm 22,60% những người dưới 18 tuổi và 15,20% của những người 65 tuổi hoặc hơn.